# Acuerdo de Brioni
El Acuerdo de Brioni es un documento firmado en las islas Brioni (Brijuni), (cerca de Pula, Croacia) el 7 de julio de 1991 por los representantes de República de Eslovenia, República de Croacia y de la República Federal Socialista de Yugoslavia (SFRY) bajo el patrocinio político de la Comunidad Europea. Con este documento, el SFRY finalizaba todas las hostilidades en territorio esloveno, acabando así la Guerra de los Diez Días mientras Eslovenia y Croacia congelaban las actividades de independencia por un período de tres meses.

## Participantes en las negociaciones
La delegación de la Unión Europea estaba formada por ministros de Asuntos Exteriores de tres países: Hans van den Broek (Holanda), Jacques Poos (Luxemburgo) y João de Deus Pinheiro (Portugal).
La delegación yugoslava estaba formada por Ante Marković, presidente del gobierno federal; Petar Gracanin, ministro del Interior; Budimir Lonar, ministro de Asuntos exteriores; el vicealmirante Stane Brovet, ayudante del ministro de defensa, y miembros de la presidencia colectiva del SFRY, sin los dos miembros de los distritos autónomos de Serbia, pero incluyendo a Borisav Jović, por aquel entonces presidente del SFRY.
Eslovenia estaba representada por Milan Kučan, presidente de la república; Lojze Peterle primer ministro; Dimitrij Rupel, ministro de Asuntos exteriores; Janez Drnovšek, por entonces representante esloveno a la presidencia yugoslava, y França Bučar, presidente del parlamento esloveno.
Croacia estaba representado por Franjo Tuđman, presidente de la república.
- Datos: Q917606